# A Girl Called Cerveza
A Girl Called Cerveza petnaesti je studijski album njemačkog thrash metal sastava Tankard. Album je objavljen 27. srpnja 2012. godine, a objavila ga je diskografska kuća Nuclear Blast.

## Popis pjesama
| 1.    | »Rapid Fire (A Tyrant's Elegy)«         | 5:12 |
| 2.    | »A Girl Called Cerveza«                 | 4:14 |
| 3.    | »Witchhunt 2.0«                         | 5:42 |
| 4.    | »Masters of Farces«                     | 4:08 |
| 5.    | »The Metal Lady Bo«                     | 4:59 |
| 6.    | »Not One Day Dead (But Mad One Day)«    | 4:01 |
| 7.    | »Son of a Fridge«                       | 5:53 |
| 8.    | »Fandom at Random«                      | 5:28 |
| 9.    | »Metal Magnolia«                        | 5:07 |
| 10.   | »Running on Fumes«                      | 5:30 |
| 11.   | »The Prisoner« (bonus skladba u Japanu) | 5:15 |
| 50:14 |                                         |      |

## Zasluge
Tankard
- Frank Thorwarth — bas-gitara
- Andreas "Gerre" Geremia — vokali
- Olaf Zissel — bubnjevi
- Andy Gutjahr — gitara

Dodatni glazbenici
- Michael Mainx — akustična gitara
- Doro Pesch — vokali

Ostalo osoblje
- Sascha Bühren — mastering
- Patrick Strogulski — omot albuma
- Michael Mainx — produciranje, miksanje